# Begonia reniformis
Espèce
Synonymes
- Begonia elatior Steud.[2] [1]
- Begonia grandis Otto ex A.DC.[1]
- Begonia huberi C.DC.[2] [1]
- Begonia inermis Irmsch.[2] [1]
- Begonia longipes A.DC.[2]
- Begonia longipes Hook.[2] [1]
- Begonia palmifolia B.H.Buxton[2] [1]
- Begonia truncata Vell.[2] [1]
- Begonia vitifolia A.DC.[2]
- Begonia vitifolia Schott[2] [1] [3]
- Wageneria longipes (Hook.) Klotzsch[1]
- Wageneria reniformis (Dryand.) Klotzsch[1]
- Wageneria vitifolia (Schott) Klotzsch[1]

Begonia reniformis est une espèce de plantes de la famille des Begoniaceae. Ce bégonia est originaire du Brésil. L'espèce fait partie de la section Pritzelia. Elle a été décrite en 1791 par Jonas Carlsson Dryander (1748-1810). L'épithète spécifique reniformis signifie « en forme de rein ».

## Description

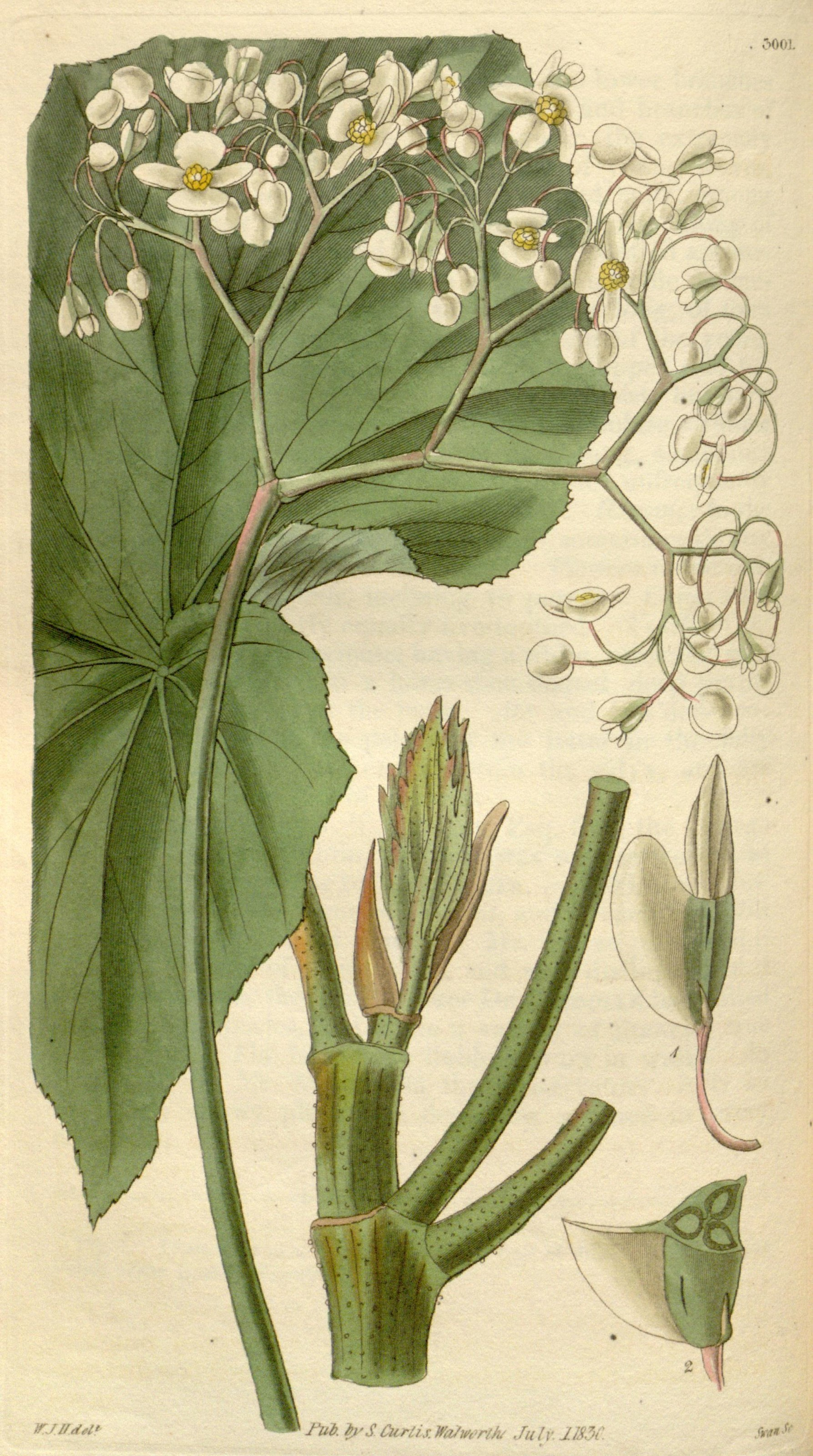
Planche botanique de 1830
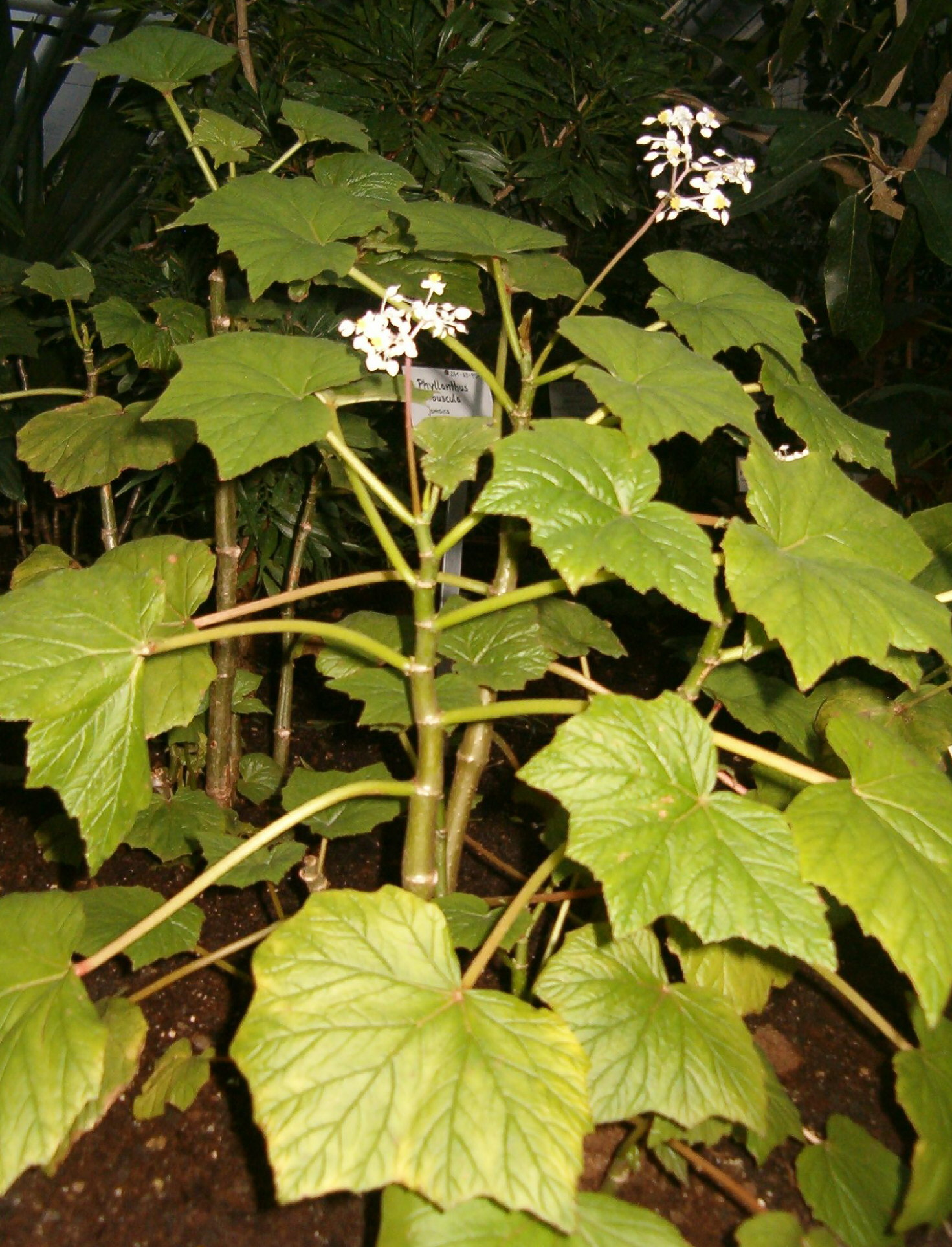
Vue d'ensemble, plante cultivée
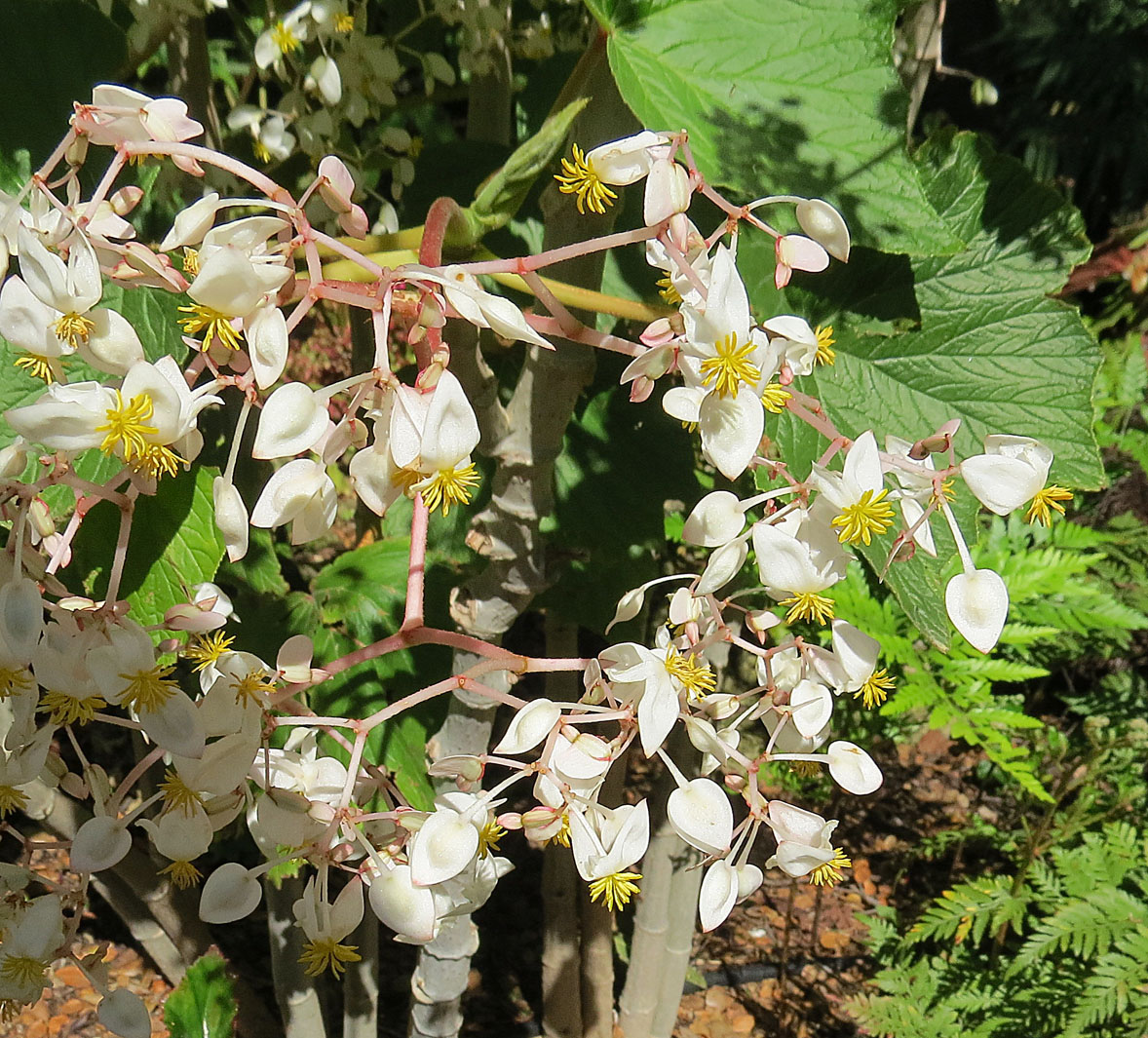
Détail d'inflorescence, cultivée à Lotusland (en)

## Répartition géographique
Cette espèce est originaire du pays suivant : Brésil.